# Chris Hoy
Sir Chris Hoy MBE (født 23. marts 1976 i Edinburgh) er en skotsk banecykelrytter.
Han har en guldmedalje fra OL i 2004 og sølvmedalje fra OL i 2000.
Fra verdensmesterskabet i banecykling har han totalt ni guld, fem sølv og fire bronze.